# Бисексуальность

Флаг гордости бисексуалов

Бисексуа́льность (от лат. bi- «двойное» и лат. sexus) — романтическое и сексуальное влечение или сексуальная активность по отношению к мужчинам и к женщинам.
Бисексуальность также может быть определена как романтичное и сексуальное влечение к более чем одному полу или гендеру; или к людям любого пола или гендерной идентичности, что также известно как пансексуальность.
Термин бисексуальность в основном используется в контексте человеческого влечения для обозначения романтических или сексуальных чувств по отношению к мужчинам и женщинам. Бисексуальность является одной из трёх основных классификаций сексуальной ориентации наряду с гетеросексуальностью и гомосексуальностью. Бисексуальная идентичность не обязательно означает равное влечение к обоим полам; обычно люди, у которых есть чёткое, но не исключительное предпочтение одного пола над другими, также идентифицируют себя как бисексуалы.
Учёные полагают, что сексуальная ориентация, по всей вероятности, определяется не каким-либо единственным фактором, а сложным взаимодействием генетических, гормональных и факторов воздействия окружающей среды, и не рассматривают её как сознательный выбор. Хотя ни одна теория о природе сексуальной ориентации ещё не получила широкой поддержки, учёные отдают предпочтение биологически обоснованным теориям. Существует гораздо больше доказательств в поддержку биологической природы сексуальной ориентации, чем социальной, особенно у мужчин.
Мужская и женская бисексуальность наблюдалась в различных человеческих обществах и в других частях животного мира на протяжении всей задокументированной истории. Однако термин «бисексуальность», как и термины «гетеро- и гомосексуальность», был придуман в XIX веке.
В общении по отношению к бисексуалам может использоваться сокращение «би», которое не изменяется по числам и падежам.

## Определения

### Сексуальная ориентация, идентичность и поведение человека
Американская психологическая ассоциация утверждает, что «сексуальная ориентация — это отрезок. Другими словами, кто-то может быть исключительно гомосексуальными или гетеросексуальными, а кто-то может чувствовать себя в разной степени иным. Ориентация развивается в течение жизни, и разные люди по-разному понимают, что они гетеросексуальны, бисексуальны или гомосексуальны».
Сексуальное влечение, поведение и идентичность могут не соответствовать друг другу, поскольку сексуальное влечение или поведение могут не обязательно соответствовать идентичности. Некоторые люди идентифицируют себя как гетеросексуальные, гомосексуальные или бисексуальные, не имея никакого сексуального опыта. Другие имели однополый сексуальный опыт, но не считают себя геями, лесбиянками или бисексуалами. Аналогично, самоидентифицированные геи или лесбиянки могут иногда сексуально взаимодействовать с представителями противоположного пола, но не идентифицировать себя как бисексуалов. Термины квиры, полисексуальные, гетерогибкие и гомогибкие, мужчины, практикующие секс с мужчинами, и женщины, практикующие секс с женщинами также могут использоваться для описания сексуальной идентичности или выявления сексуального поведения.
Некоторые источники утверждают, что бисексуальность включает в себя романтическое или сексуальное влечение ко всем гендерным идентичностям или то, что это романтическое или сексуальное влечение к человеку независимо от биологического пола или гендера этого человека, приравнивая её к пансексуальности. Концепция пансексуальности преднамеренно отвергает гендерный бинарный, «понятие двух гендеров и действительность специфики сексуальных ориентаций», поскольку пансексуалы открыты для отношений и с людьми, которые не идентифицируют себя как строго мужчины или женщины. Иногда фраза «бисексуальный зонтик» используется для описания любого немоносексуального поведения, влечения и идентичности, обычно в качестве цели различного рода коллективных действий и оспаривания моносексистских культурных предположений.
Бисексуальная активистка Робин Очс определяет бисексуальность как «возможность влечения — романтического и/или сексуального — к людям более чем одного пола и/или гендера, не обязательно в одно и то же время, не обязательно одинаковым образом и не обязательно в одной и той же степени».

Согласно Розарио, Шримшоу, Хантер, Браун (2006):
… развитие сексуальной идентичности лесбиянок, геев и бисексуалов (ЛГБ) является сложным и зачастую трудным процессом. В отличие от членов других групп меньшинств (например, этнических и расовых), большинство ЛГБ-лиц не воспитываются в сообществе подобных людей, у которых они узнают об их идентичности и которые укрепляют и поддерживают эту идентичность. Скорее, ЛГБ-лица часто возникают в сообществах, которые либо не знают, либо открыто враждебно относятся к гомосексуальности
Бисексуальность как переходная идентичность также изучалась. В лонгитюдном исследовании о развитии сексуальной идентичности среди лесбиянок, геев и бисексуалов (ЛГБ), Росарио и др. «нашли доказательства как значимой последовательности, так и изменения сексуальной идентичности ЛГБ с течением времени». Молодёжь, которая идентифицировала себя как геев, лесбиянок и бисексуалов до исходных условий, примерно в три раза чаще идентифицировала себя как геев и лесбиянок, чем бисексуалов при последующих оценках. Из молодёжи, идентифицировавшихся только как бисексуалы при ранних оценках, от 60 до 70 % продолжали идентифицироваться так, в то время как приблизительно 30-40 процентов с течением времени принимали идентичность геев и лесбиянок. Розарио предположил, что «хотя в течение всего исследования были молодые люди, которые последовательно идентифицировались как бисексуалы, для другой молодёжи бисексуальная идентичность служила переходной идентичностью для последующей, гомосексуальной».
Напротив, продольное исследование Лизы Даймонд, которое исследовало женщин, идентифицирующихся как лесбиянки, бисексуалки или без ярлыков, обнаружило, что «большинство женщин принимали бисексуальные/безярлычные идентичности, чем отказывались от этих идентичностей», в течение десяти лет. Исследование также показало, что «у бисексуальных/безярлычных женщин были стабильные общие распределения однополых/разнополых влечений». Диамонд также изучила бисексуальность мужчин, отметив, что исследование показало, что «почти столько же мужчин перешло в какой-то момент от гомосексуальной идентичности к бисексуальной, квир или безярлычной, как от бисексуальной идентичности к гей-идентичности».

### Шкала Кинси
В 1940-х годах Альфред Кинси создал шкалу для измерения континуума сексуальной ориентации от гетеросексуальности до гомосексуальности. Кинси изучал человеческую сексуальность и утверждал, что люди могут быть гетеро- или гомосексуальными, даже если эта черта не проявляет себя в нынешних условиях. Шкала Кинси используется для описания сексуального опыта или реакции человека в данный момент времени. Она колеблется от 0, означающий исключительно гетеросексуальность, до 6, означающей исключительно гомосексуальность. Люди, которые занимают место от 2 до 4, считаются бисексуалами; они не являются полностью одной крайностью или другой. Социологи Мартин С. Вайнберг и Колин Дж. Уильямс пишут, что в принципе люди, которые занимают место от 1 до 5, могут считаться бисексуалами.
Психолог Джим Маккайт пишет, что идея бисексуальности, являющейся формой сексуальной ориентации, промежуточной между гомосексуальностью и гетеросексуальностью, подразумеваемой в шкале Кинси, как концепция «серьёзно оспаривается» после публикации (в 1978 г.) книги Вайнберга и Алана П. Белла «Гомосексуальности»'".

## Демография и распространённость
Исследования, оценивающие демографию бисексуальности, были разными. Отчёт Януса о сексуальном поведении, опубликованный в 1993 году, показал, что 5 % мужчин и 3 % женщин считают себя бисексуалами, а 4 % мужчин и 2 % женщин считают себя гомосексуалами.
Исследование, проведённое в 2002 году в США Национальным центром статистики здравоохранения, показало, что 1,8 % мужчин в возрасте 18-44 лет считают себя бисексуалами, 2,3 процента гомосексуалами и 3,9 процента «чем-то ещё». Это же исследование показало, что 2,8 % женщин в возрасте 18-44 лет считают себя бисексуалками, 1,3 % гомосексуалками и 3,8 процента «чем-то ещё». В 2007 году в статье «Нью-Йорк Таймс» в разделе «Здоровье» говорилось, что «1,5 % американских женщин и 1,7 % американских мужчин считают себя бисексуалами». Также в 2007 году сообщалось, что 14,4 % молодых американских женщин идентифицировали себя как «не строго гетеросексуальные», а 5. 6 % мужчин идентифицируют себя как геев или бисексуалов. Исследование, проведённое в журнале «Биологическая психология» в 2011 году, показало, что есть мужчины, которые идентифицируют себя как бисексуалы и которых возбуждают как мужчины, так и женщины. В первом крупномасштабном правительственном опросе, измеряющем сексуальную ориентацию американцев, в июле 2014 года NHIS сообщила, что только 0,7 % американцев считают себя бисексуалами.
Коллекция недавних западных опросов показывает, что около 10 % женщин и 4 % мужчин идентифицируют себя в основном как гетеросексуалы, 1 % женщин и 0,5 % мужчин бисексуалами, а 0,4 % женщин и 0,5 % мужчин — в основном гомосексуалами.
В разных культурах наблюдается некоторая разница в распространённости бисексуального поведения, но нет убедительных доказательств того, что существует большая разница в уровне однополых отношений. По оценкам Всемирной организации здравоохранения, во всем мире распространённость мужчин, практикующих секс с мужчинами составляет от 3 до 16 %, многие из которых также занимаются сексом и с женщинами.

## Исследования и теории
Среди ученых нет единого мнения относительно точных причин, по которым человек развивает гетеросексуальную, бисексуальную или гомосексуальную ориентацию. Хотя ученые склоняются к биологическим моделям как причинам сексуальной ориентации, они не считают, что развитие сексуальной ориентации является результатом какого-либо одного фактора. Как правило, они считают, что она определяется сложным взаимодействием биологических факторов и факторов окружающей среды и формируется в раннем возрасте. Существует гораздо больше доказательств в поддержку биологических причин сексуальной ориентации, чем социальных, особенно для мужчин. Нет никаких существенных доказательств того, что родительский опыт или опыт раннего детства играют роль в отношении сексуальной ориентации. Ученые не считают, что сексуальная ориентация — это выбор.
Американская психиатрическая ассоциация заявляет: «На сегодняшний день не существуют научных исследований, подтверждающих какой-либо конкретной биологической этиологии гомосексуальности. Кроме того, никаких конкретных психосоциальных или семейных динамических причин гомосексуальности выявлено не было, в том числе истории детского сексуального насилия.». Исследование того, как сексуальная ориентация может быть определена генетическими или другими пренатальными факторами, играет важную роль в политических и социальных дебатах о гомосексуальности, а также вызывает опасения по поводу ДНК-дактилоскопии и пренатального тестирования.
Магнус Хиршфельд утверждал, что сексуальная ориентация взрослых может быть объяснена с точки зрения бисексуальной природы развивающегося плода: он полагал, что у каждого эмбриона есть один элементарный нейтральный центр для влечения к мужчинам и другой для влечения к женщинам. У большинства плодов развивался центр притяжения к противоположному полу, в то время как центр притяжения к тому же полу регрессировал, но у плодов, ставших гомосексуальными, происходило обратное. Саймон ЛеВэй подверг критике теорию Хиршфельда о ранней бисексуальной стадии развития, назвав её запутанной; ЛеВей утверждает, что Хиршфельд не смог провести различие между утверждением о том, что мозг является недифференцированным в сексуальном отношении на ранней стадии развития и высказыванием о том, что человек действительно испытывает сексуальное влечение как к мужчинам, так и к женщинам. Согласно ЛеВею, Хиршфельд полагал, что у большинства бисексуальных людей сила влечения к тому же полу была относительно низкой, и поэтому было возможно ограничить его развитие у молодых людей, что Хиршфельд поддержал.
Хиршфельд создал десятибалльную шкалу для измерения силы сексуального желания, причём направление желания представлено буквами A (для гетеросексуальности), B (для гомосексуальности) и A + B (для бисексуальности). По этой шкале, кто-то, кто был A3, B9, был бы слабо привлечен к противоположному полу и очень сильно привлечен к тому же самому полу, A0, B0 был бы асексуальным, а A10, B10 был бы очень привлечен к обоим полам. Левэй сравнивает шкалу Хиршфельда с масштабами, разработанными Кинси десятилетия спустя.
Зигмунд Фрейд, основатель психоанализа, полагал, что каждый человек бисексуален в смысле включения общих признаков обоих полов. По его мнению, это было верно в анатомическом и, следовательно, психологическом отношении, причём сексуальное влечение к обоим полам являлось одним из аспектов этой психологической бисексуальности. Фрейд полагал, что в ходе полового развития мужская сторона этого двуполого нрава обычно становилась доминирующей у мужчин, а женская — у женщин, но все взрослые всё ещё имеют желания, вытекающие как из мужской, так и из женской сторон их натуры. Фрейд не утверждал, что все являются бисексуалами в смысле ощущения одинакового уровня сексуального влечения к обоим полам. Вера Фрейда в врожденную бисексуальность была отвергнута Шандором Радо в 1940 году и, вслед за Радо, многими более поздними психоаналитиками. Радо утверждал, что в людях нет биологической бисексуальности. Психоаналитик Эдмунд Берглер спорил в Гомосексуальность: болезнь или образ жизни? (1956), что бисексуальности не существует и что все предполагаемые бисексуалы являются гомосексуалами.
Алан Белл, Мартин Вайнберг и Сью Кифер Хаммерсмит сообщали в книге «Сексуальные предпочтения» (1981), что сексуальные предпочтения были гораздо менее тесно связаны с сексуальными чувствами до взрослой жизни среди бисексуалов, чем среди гетеросексуалов и гомосексуалов. Основываясь на этом и других выводах, они предположили, что на бисексуальность больше влияет социальное и сексуальное обучение, чем исключительная гомосексуальность. Летиция Анна Пеплау и соавторы писали, что, хотя мнение Белла и др. о том, что биологические факторы могут оказывать большее влияние на гомосексуальности, чем на бисексуальность, может показаться правдоподобным, оно не было напрямую проверено и, по-видимому, противоречит имеющимся доказательствам, таким как данные о воздействии пренатальных гормонов.
Человеческая бисексуальность в основном изучалась наряду с гомосексуальностью. Ван Вик и Гейст утверждают, что это является проблемой для исследований сексуальности, потому что несколько исследований, которые наблюдали бисексуалов по отдельности, обнаружили, что бисексуалы часто отличаются как от гетеросексуалов, так и от гомосексуалов. Кроме того, бисексуальность не всегда представляет собой промежуточную точку между дихотомией. Исследования показывают, что на бисексуальность влияют биологические, когнитивные и культурные переменные во взаимодействии, и это приводит к различным типам бисексуальности.
В нынешних дебатах о влиянии сексуальной ориентации социологи подвергли сомнению биологические объяснения, особенно феминисток, которые поощряют женщин принимать осознанные решения относительно своей жизни и сексуальности. Также сообщалось о разнице в отношениях между гомосексуальными мужчинами и женщинами, при этом мужчины с большей вероятностью расценивают свою сексуальность как биологическую, «отражая универсальный мужской опыт в этой культуре, а не сложности лесбийского мира». Существуют также свидетельства того, что на сексуальность женщин могут сильнее влиять культурные и контекстуальные факторы.
Критик Камиль Палья пропагандирует бисексуальность как идеал. Профессор Гарвардского университета Марджори Гарбер выдвинула академическое обоснование бисексуальности в своей книге «Виверса: бисексуальность и эротизм повседневной жизни» 1995 года , в которой она утверждала, что большинство людей были бы бисексуальны, если бы не репрессии и другие факторы, такие как отсутствие сексуальных возможностей.
В июле 2020 года психологи из Великобритании и США под руководством Майкла Бэйли из Северо-Западного университета объединили результаты предыдущих исследований мужской бисексуальности и подтвердили, что сексуальная ориентация мужчин не дискретна: существуют мужчины, которых в разной степени возбуждают люди разного пола. Статья была опубликована в журнале Proceedings of the National Academy of Sciences. Как оказалось, у би-мужчин уровень возбуждения к одному из полов в среднем был в 2,6 раза больше, чем ко второму (у моносексуалов — в 10 раз). То есть, некоторое предпочтение пола существует в большинстве случаев, а би-мужчин, которых в равной степени возбуждают как мужчины, так и женщины, существует немного.

### Структура мозга и хромосомы
Исследование ЛеВея (1991) при вскрытии 18 гомосексуальных мужчин, 1 бисексуального мужчины, 16 предположительно гетеросексуальных мужчин и 6 предположительно гетеросексуальных женщин обнаружило, что ядро INAH 3 переднего гипоталамуса гомосексуальных мужчин было меньше, чем у гетеросексуальных мужчин, и ближе по размеру гетеросексуальных женщин. Хотя размер группы INAH 3 одного бисексуального субъекта был сгруппирован с гомосексуалами, он был аналогичен размеру гетеросексуальных мужчин.
Некоторые данные подтверждают концепцию биологических предшественников бисексуальной ориентации у генетических мужчин. Согласно Money (1988), генетические мужчины с дополнительной Y-хромосомой, скорее всего, будут бисексуальными, парафильными и импульсивными.

### Эволюционная теория
Некоторые эволюционные психологи утверждают, что однополое влечение не имеет адаптивного значения, поскольку оно не связано с потенциальным репродуктивным успехом. Вместо этого бисексуальность может быть следствием нормального изменения пластичности мозга. Совсем недавно было высказано предположение, что однополые союзы могли помочь мужчинам подняться по социальной иерархии, предоставляя доступ к женщинам и репродуктивные возможности. Однополые союзники могли бы помочь женщинам перейти в более безопасные и богатые ресурсами группы, что увеличило бы их шансы на успешное воспитание потомства.
Брендан Цитш из Квинслендского института медицинских исследований предлагает альтернативную теорию, согласно которой мужчины, проявляющие женские черты, становятся более привлекательными для женщин и, следовательно, более склонны к спариванию, при условии, что вовлечённые гены не заставляют их полностью отвергать гетеросексуальность.
Кроме того, в исследовании, проведённом в 2008 году, его авторы заявили, что «существует немало свидетельств того, что на сексуальную ориентацию человека оказывают генетическое влияние, поэтому неизвестно, как гомосексуальность, которая имеет тенденцию к снижению репродуктивного успеха, поддерживается в популяции с относительно высокой частотой.» Они выдвинули гипотезу о том, что «хотя гены, предрасполагающие к гомосексуальности, снижают репродуктивный успех гомосексуалов, они могут дать некоторое преимущество гетеросексуалам, которые их несут», а их результаты показали, что «гены, предрасполагающие к гомосексуальности, могут давать сопряженное преимущество у гетеросексуалов, что может помочь объяснить эволюцию и поддержание гомосексуальности в популяции.».
В журнале Scientific American Mind ученый Эмили В. Дрисколл заявила, что гомосексуальное и бисексуальное поведение довольно распространено у нескольких видов, и что оно способствует установлению связей: «Чем больше гомосексуальности, тем более миролюбивый вид». В статье также говорилось: «В отличие от большинства людей, конкретно отдельные животные, как правило, не могут быть классифицированы как гомосексуальные или гетеросексуальные: животное, которое занимается однополым флиртом или партнерством, не обязательно избегает гетеросексуальных встреч. Скорее, у многих видов, похоже, укоренились гомосексуальные тенденции, которые являются неотъемлемой частью их общества. То есть, вероятно, нет строго гомосексуальных существ, только бисексуальные. Животные не занимаются сексуальной идентификацией. Они просто занимаются сексом.»

### Вирилизация
Маскулинизация женщин и гипермаскулинизация мужчин были центральной темой в исследованиях сексуальной ориентации. Есть несколько исследований, предполагающих, что бисексуалы имеют высокую степень маскулинизации. ЛаТорр и Венденберг (1983) обнаружили различные характеристики личности для бисексуальных, гетеросексуальных и гомосексуальных женщин. Было установлено, что бисексуалы имеют меньше личной незащищенности, чем гетеросексуалы и гомосексуалы. Этот вывод определил бисексуалов как уверенных в себе и менее подверженных психической нестабильности. Уверенность в надёжной идентичности последовательно переводится на большее мужское начало, чем другие предметы. В этом исследовании не изучались социальные нормы, предрассудки или феминизация гомосексуальных мужчин.
В сравнении исследований, опубликованном в Журнале Ассоциации исследований в области оториноларингологии, женщины обычно имеют лучшую слуховую чувствительность, чем мужчины, что исследователи считают генетической предрасположенностью, связанной с деторождением. Обнаружено, что гомосексуальные и бисексуальные женщины обладают повышенной чувствительностью к звуку по сравнению с гетеросексуальными женщинами, что предполагает генетическую предрасположенность не терпеть высокие тона. В то время как у гетеросексуальных, гомосексуальных и бисексуальных мужчин были обнаружены сходные паттерны слуха, была заметная разница в подгруппе мужчин, идентифицированных как гиперфеминизированные гомосексуальные мужчины, которые показали результаты теста, подобные гетеросексуальным женщинам.

### Пренатальные гормоны
Пренатальная гормональная теория сексуальной ориентации предполагает, что люди, которые подвергаются воздействию избыточного уровня половых гормонов, имеют мужской мозг и демонстрируют повышенную гомосексуальность или бисексуальность. Однако исследования, подтверждающие маскулинизацию мозга, до сих пор не проводились. Исследования особых состояний, таких как врожденная гиперплазия надпочечников (CAH) и воздействие диэтилстилбестрола (DES), показывают, что пренатальное воздействие, соответственно, избытки тестостерона и эстрогенов связаны с женскими сексуальными фантазиями у взрослых. Оба эффекта связаны с бисексуальностью, а не с гомосексуальностью.
Исследования показывают, что соотношение длин 2-й и 4-й цифр (указательный и безымянный пальцы) несколько отрицательно связаны с пренатальным тестостероном и положительно с эстрогеном. Исследования по измерению пальцев выявили статистически значимый перекос в соотношении 2D: 4D (длинный безымянный палец) к гомосексуальностью с ещё более низким соотношением у бисексуалов. Предполагается, что воздействие высокого пренатального тестостерона и низких пренатальных концентраций эстрогена является одной из причин гомосексуальности, в то время как воздействие очень высоких уровней тестостерона может быть связано с бисексуальностью. Поскольку тестостерон в целом важен для половой дифференциации, эта точка зрения предлагает альтернативу предположению, что мужская гомосексуальность является генетической.
Пренатальная гормональная теория предполагает, что гомосексуальная ориентация является результатом воздействия чрезмерного уровня тестостерона, вызывающего чрезмерно маскулинизированный мозг. Это противоречит другой гипотезе, что гомосексуальные предпочтения могут быть связаны с феминизированным мозгом у мужчин. Тем не менее, также было высказано предположение, что гомосексуальность может быть обусловлена высокими пренатальными уровнями несвязанного тестостерона, что является результатом недостатка рецепторов в определённых участках мозга. Следовательно, мозг может быть феминизирован, в то время как другие черты, такие как соотношение 2D: 4D, могут быть чрезмерно маскулинизированы.

### Секс драйв
Ван Вик и Гейст ознакомились с результатами нескольких исследований, сравнивающих бисексуалов с гетеро- или гомосексуалами, и резюмировали, что бисексуалы имеют более высокий уровень сексуальной активности, фантазии или эротического интереса. Эти исследования показали, что бисексуалы мужского и женского пола имеют больше гетеросексуальных фантазий, чем гетеросексуалы или гомосексуалы; что бисексуальные мужчины имеют больше сексуальных отношений с женщинами, чем гетеросексуальные мужчины, и что они мастурбируют больше, но реже счастливы в браке, чем гетеросексуалы; что бисексуальные женщин испытывают больше оргазмов за неделю и описывают их как более сильные, чем у гетеро- и гомосексуальных женщин; и что бисексуальные женщины раньше стали гетеросексуально активными, мастурбировали и больше наслаждались мастурбацией, а также имели больший опыт в различных типах гетеросексуальных контактов.
Исследования показывают, что для большинства женщин высокий уровень сексуального влечения связан с повышением сексуального влечения как к женщинам, так и к мужчинам. Для мужчин, однако, высокий сексуальный интерес связан с повышенным влечением к одному или другому полу, но не к обоим, в зависимости от сексуальной ориентации. Точно так же для большинства бисексуальных женщин высокий уровень сексуального влечения связан с повышением сексуального влечения как к женщинам, так и к мужчинам; в то время как для бисексуальных мужчин высокий сексуальный интерес связан с повышенным влечением к одному полу и ослабленным влечением к другому.

## Би-сообщество

### Общие социальные последствия
К бисексуальному сообществу (также известному как би/пансексуальное, би/пан/флюидное или немоносексуальное сообщество) относятся члены сообщества ЛГБТ, которые идентифицируют себя как бисексуалы, пансексуалы или флюидные. Некоторые бисексуалы не чувствуют, что они вписываются в гомо- или гетеросексуальный мир, имеют тенденцию быть «невидимыми» на публике, поэтому они стремятся создавать своё собственное сообщество, культуру и политические движения. Те, кто считают себя бисексуалами, могут объединиться в гомосексуальное или гетеросексуальное общество. Другие бисексуалы считают это слияние скорее насильственным, чем добровольным; бисексуальные люди могут столкнуться с исключением из гомосексуального и гетеросексуального общества при выходе. Психолог Бет Фирештейн утверждает, что бисексуалы имеют тенденцию усваивать социальную напряжённость, связанную с выбором партнёров и чувствуют давление, чтобы называть себя гомосексуалами вместо того, чтобы занимать сложное промежуточное положение, где влечение к людям обоего пола могло бы бросить вызов ценности моногамии в обществе. Эта социальная напряжённость и давление могут повлиять на психическое здоровье бисексуалов, и для них были разработаны специальные методы терапии для решения этой проблемы.
Бисексуальное поведение также ассоциируется в популярной культуре с мужчинами, которые занимаются однополой деятельностью, в то же время представляя себя гетеросексуальными. Большинство таких мужчин не считают себя бисексуалами. Тем не менее, это может быть культурное заблуждение, тесно связанное с таковым у других ЛГБТ-людей, которые скрывают свою фактическую ориентацию из-за давления со стороны общества, феномен, который в разговорной речи называют «нахождение в шкафу».
В США опрос Pew 2013 года показал, что 28 % бисексуалов сказали, что «все или большинство важных людей в их жизни знают, что они ЛГБТ» против 77 % геев и 71 % лесбиянок. Кроме того, в разбивке по полу, только 12 % бисексуальных мужчин сказали, что они «вышли из шкафа» по сравнению с 33 % бисексуальных женщин.

### Би-символика

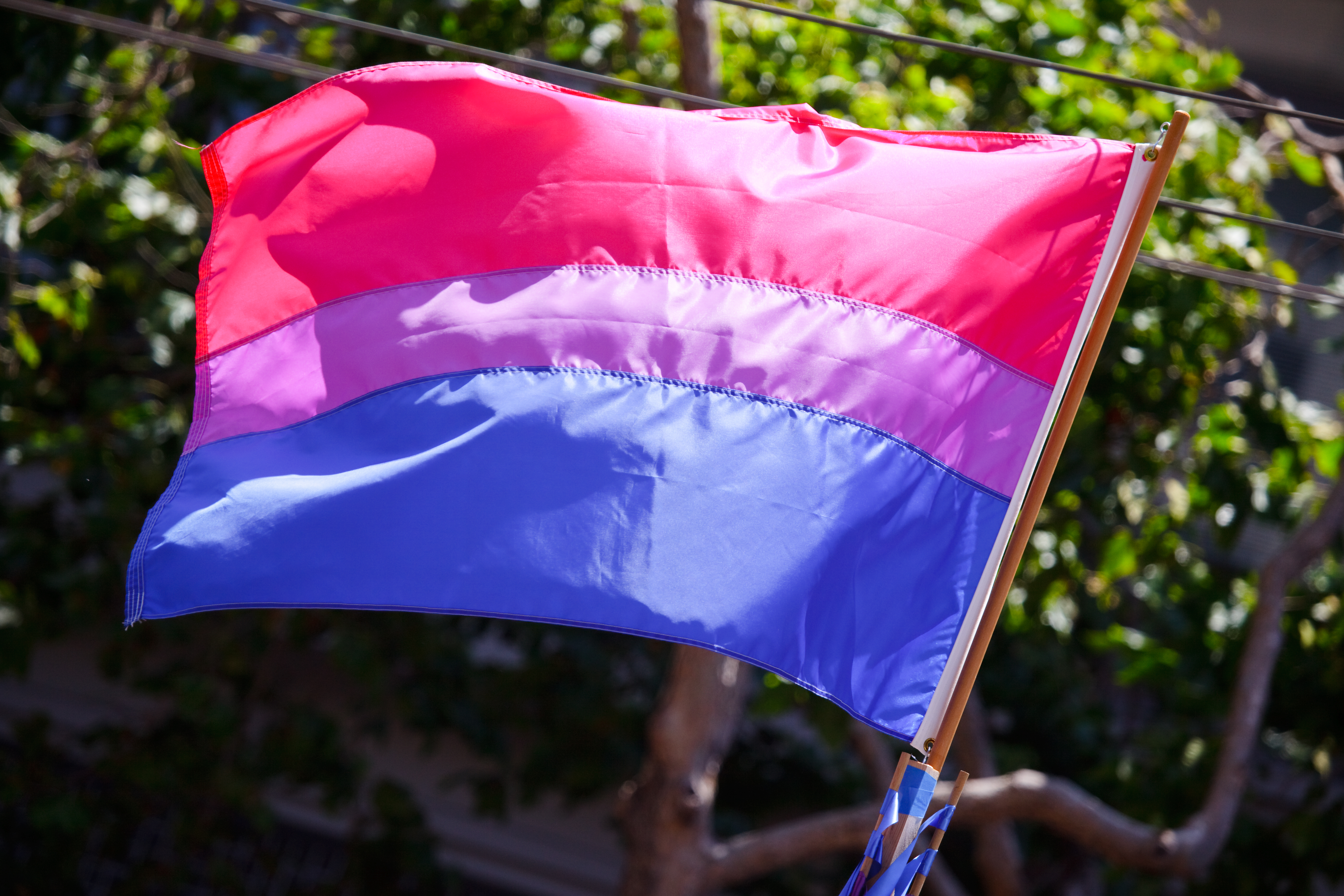
Флаг гордости бисексуалов

Символ мужской бисексуальности

Символ женской бисексуальности

Распространённым символом бисексуального сообщества является флаг бисексуальной гордости, который имеет розовую полосу вверху для обозначения гомосексуальности, синюю внизу для гетеросексуальности и фиолетовую — смесь розового и синего — в середине, чтобы представлять бисексуальность.

Перекрывающие друг друга треугольники

Другим символом с такой же символической цветовой схемой является пара перекрывающих друг друга розовых и синих треугольников, образующих фиолетовый или лавандовый цвет в местах их пересечения. Этот дизайн является расширением розового треугольника, известного символа гей-сообщества.

Двойной полумесяц

Некоторые бисексуальные люди возражают против использования розового треугольника, так как это был символ, который режим Адольфа Гитлера использовал для обозначения и преследования геев. В ответ был разработан символ двойного полумесяца, чтобы избежать использования треугольников. Этот символ распространён в Германии и соседних странах.

### Восприятие и дискриминация
Как и люди другой ЛГБТ-сексуальности, бисексуалы часто сталкиваются с дискриминацией. В дополнение к дискриминации, связанной с гомофобией, бисексуалы часто борются с дискриминацией со стороны геев, лесбиянок и общества вокруг слова «бисексуалы» и «бисексуальная идентичность». Распространена вера в то, что все люди являются бисексуальными (особенно женщины, а не мужчины), или что бисексуальности не существует. Это вытекает из нескольких взглядов: с точки зрения гетеросексизма считается, что люди как вид предполагают сексуальное влечение именно к противоположному полу, и иногда считается, что бисексуальный человек — это просто гетеросексуал, который «экспериментирует». С точки зрения моносексизма, считается, что люди не могут считаться бисексуальными если они не одинаково сексуально привязаны к обоим полам. С этой точки зрения, люди являются либо исключительно гомосексуалами (геями/лесбиянками), либо исключительно гетеросексуалами (натуралами), а также гомосексуалами в шкафу, которые хотят выглядеть гетеросексуальными, или гетеросексуалами, которые экспериментируют со своей сексуальностью. Утверждения о том, что человек не может быть бисексуалом, если он не одинаково сексуально привлечён к обоим полам, тем не менее, оспариваются различными исследователями, которые сообщают, что бисексуальность является отрезком, подобно сексуальности в целом.
Некоторыми людьми предполагается, что мужской бисексуальности не существует, а исследования сексуальной флюидности только усиливают дискуссию вокруг этой темы. В 2005 году исследователи Геруфф Риджер, Мередит Л. Чиверс и Дж. Майкл Бэйли использовали плетизмографию полового члена, чтобы измерить возбуждение самоидентифицированных би-мужчин к порнографии с участием только мужчин и порнографии с участием только женщин. Участники были набраны с помощью рекламы в гей-ориентированных журналах и альтернативной газете. Они обнаружили, что разные самоидентифицированные би-мужчины в их выборке имели генитальное возбуждение только по отношению либо к своему, либо к противоположному полу. Авторы пришли к выводу, что «с точки зрения поведения и идентичности бисексуальные мужчины явно существуют», но мужская бисексуальность не была продемонстрирована в отношении возбуждения или притяжения. Утверждение Бэйли о том, что «для мужчин возбуждение — это ориентация», было подвергнуто критике со стороны американской национальной группой наблюдателей за медиа «FAIR» (англ. Fairness and Accuracy in Reporting) как упрощение, которое пренебрегает объяснением поведения и самоидентификации. Кроме того, некоторые исследователи считают, что методика, используемая в исследовании для измерения возбуждения гениталий, является слишком грубой, чтобы охватить разнообразие сексуального влечения (эротические ощущения, привязанность, восхищение). National LGBTQ Task Force назвали недостатки исследования и назвали его бифобным.
Американский институт бисексуальности заявил, что исследование Бейли был неправильно истолкованы The New York Times и критиками. В 2011 году Бейли и другие исследователи сообщили, что среди мужчин с историей нескольких романтических и сексуальных отношений с представителями обоих полов были обнаружены высокие уровни сексуального возбуждения в ответ на сексуальные образы мужчин и женщин. Предметы исследования на этот раз были набраны в Craigslist из групп мужчин, ищущих близость одновременно с обоими членами разнополой пары. Авторы заявили, что это изменение в стратегии найма было важным отличием, но, возможно, оно не было репрезентативной выборкой идентифицированных по сексуальному признаку мужчин. Они пришли к выводу, что «идентифицированные по бисексуальному признаку мужчины с паттернами бисексуального возбуждения действительно существуют», но не смогли установить, является ли такой паттерн типичным для идентифицированных по бисексуальному признаку мужчин в целом.
Би-стирание (или би-невидимость) — это тенденция игнорировать, удалять, фальсифицировать или повторно объяснять доказательства бисексуальности в культуре, истории, научных кругах, средствах массовой информации и других первоисточниках. В наиболее экстремальной форме стирание бисексуалов включает отрицание существования бисексуальности. Это часто является проявлением бифобии , хотя это не обязательно подразумевает явный антагонизм.
Увеличивается охват и видимость бисексуалов, особенно в ЛГБТ-сообществе. Американский психолог Бет Файерстоун пишет, что с тех пор, как в 1996 году она написала свою первую книгу о бисексуальности, «бисексуальность приобрела заметность, хотя прогресс неравномерен, а осведомлённость о бисексуальности всё ещё минимальна или отсутствует во многих более отдалённых регионах нашей страны и на международном уровне».

### В БДСМ
В оригинальной статье Стива Лениуса 2001 года он исследовал принятие бисексуальности в предположительно пансексуальном БДСМ-сообществе. В 2001 году он обнаружил, что люди в БДСМ были открыты для обсуждения темы бисексуальности и пансексуальности, но личные предубеждения и проблемы мешали людям в активном использовании таких ярлыков. Десять лет спустя Лениус (2011) оглянулся на своё исследование и задался вопросом, изменилось ли что-нибудь. Он пришёл к выводу, что положение бисексуалов в БДСМ и кинк-сообществе не изменилось, и полагал, что позитивные сдвиги в отношении были смягчены изменением общественных взглядов на различные сексуальности и ориентации.
Бренди Лин Симула (2012), с другой стороны, утверждает, что БДСМ активно сопротивляется гендерному соответствию, и определила три различных типа бисексуального БДСМ: смена гендерной роли, стили, основанные на гендере (принятие на себя другого гендерного стиля в зависимости от пола партнёра при игре) и отказ от гендера (противодействие идее, что пол имеет значение в выборе их игровых партнёрах). Симула объясняет, что практикующие БДСМ регулярно бросают вызов нашим понятиям сексуальности, раздвигая границы ранее существовавших представлений о сексуальной ориентации и гендерных нормах. Для некоторых БДСМ и кинк предоставляют собой платформу для создания изменчивых и постоянно меняющихся личностей.

## История

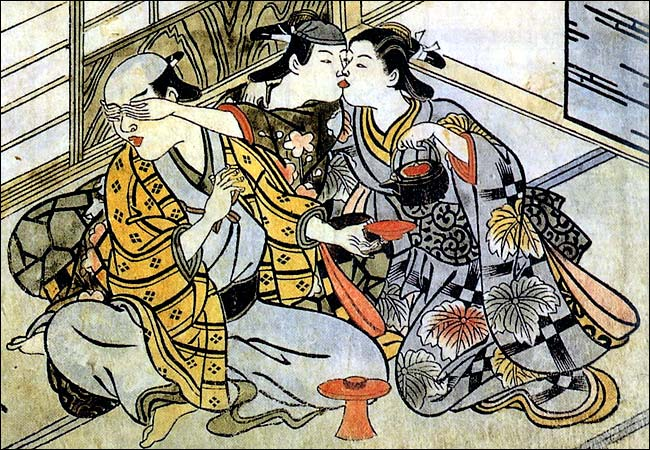
Японское сюдо: молодой парень развлекает взрослого любовника, прикрывая глаза и тайно целуя служанку

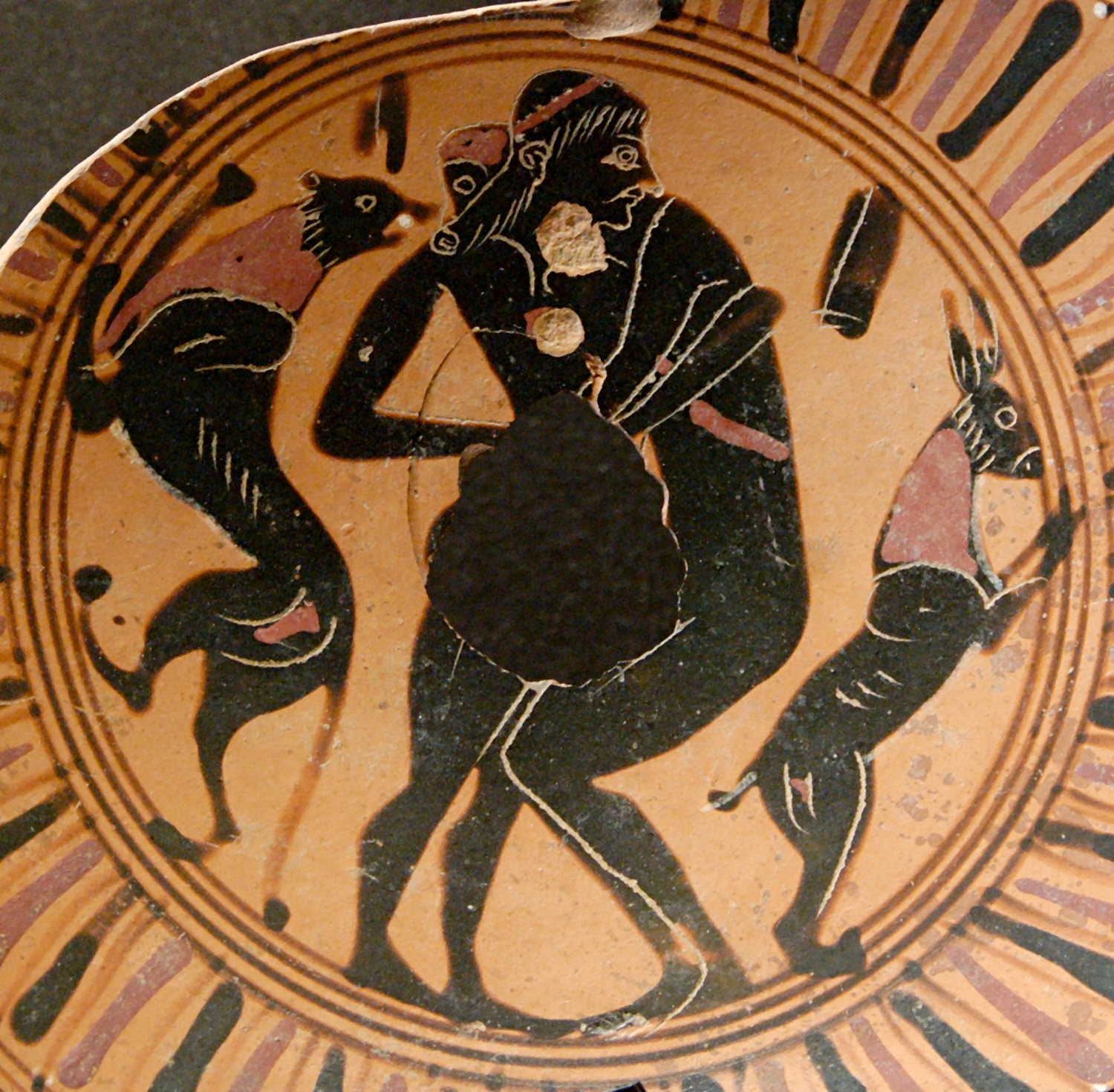
Молодой мужчина и подросток занимаются межбедренным сексом, фрагмент чернофигурной расписной чашки, Лувр

Древние греки и римляне не ассоциировали сексуальные отношения с чётко определёнными ярлыками, как это делает современное западное общество. Мужчины, у которых были любовники-мужчины, не идентифицировались как гомосексуалы, и, возможно, даже имели жён или любовниц.
Древнегреческие религиозные тексты, отражающие культурные обычаи, упоминали в том числе и бисексуальные темы. Субтексты варьировались от мистического до дидактического. Спартанцы считали, что любовные и эротические отношения между опытными и начинающими солдатами укрепляют боевую лояльность и сплочённость, а также поощрят героическую тактику, поскольку мужчины стремились произвести впечатление перед своими любовниками. Как только молодые солдаты достигали зрелости, отношения должны были стать не-сексуальными, но неясно, насколько строго это соблюдалось. К молодым мужчинам, которые продолжали свои отношения со своими наставниками во взрослой жизни, относились с некоторой стигмой. Например, Аристофан называет их euryprôktoi, что означает «широкие задницы», и изображает их как женщин.
Точно так же в Древнем Риме гендер не определял приемлемость полового партнёра. Для вольнорожденного римского мужчины было социально приемлемо желать секса как с женскими, так и с мужскими партнёрами. Нормы поведения в данном случае зависели от социального положения партнёра, а не от гендера как такового. Как женщины, так и молодые мужчины считались нормальными объектами желания, но вне брака мужчина должен был ограничиться только рабами, проститутками (которые часто были рабынями) и инфамией (см. также статью Инфамия). Было аморально заниматься сексом с женой другого вольнорожденного мужчины, с его замужней дочерью, его несовершеннолетним сыном или с самим этим мужчиной; сексуальное использование раба другого человека было предметом разрешения его владельца. Отсутствие самоконтроля, в том числе в управлении своей сексуальной жизнью, указывало на то, что мужчина не способен управлять другими; слишком большое потворство «низкому чувственному удовольствию» угрожало подорвать идентичность элитного мужчины как культурного человека.
Альфред Кинси провёл первые крупные исследования гомосексуального поведения в Соединённых Штатах в 1940-х годах. Результаты потрясли читателей его дня тем, настолько они показали распространённость однополого поведения и влечения. В своей работе 1948 года «Сексуальное поведение у мужчин» говорится, что среди мужчин «почти половина (46 %) занимается и гетеросексуальной и гомосексуальной деятельностью или реагирует на людей обоих полов в течение своей взрослой жизни» и что «37 % всего мужского населения имеют по крайней мере некоторый открытый гомосексуальный опыт до точки оргазма с начала подросткового возраста». Кинси сам не любил употреблять термин бисексуал для описания людей, которые занимаются сексуальной деятельностью как с мужчинами, так и с женщинами, предпочитая использовать бисексуал в его первоначальном биологическом смысле как синоним слову гермафродитный. Хотя более поздние исследователи полагают, что Кинси переоценил степень однополого влечения, его работы считаются новаторскими и одними из самых известных исследований секса во все времена.

## Медиа
Бисексуальность, как правило, связана с негативным изображением в СМИ; иногда упоминаются стереотипы или психические расстройства. В статье о фильме 2005 года «Горбатая гора» преподаватель сексуального просвещения Эми Андре утверждала, что в фильмах бисексуалы часто изображаются негативно:
Мне нравятся фильмы, в которых бисексуалы встречаются друг с другом и влюбляются друг в друга, потому что их, как правило, очень мало и они далеко друг от друга; самым последним примером будет прекрасная романтическая комедия 2002 года «Поцелуй Джессики Стейн». Большинство фильмов с би-персонажами рисуют стереотипную картину… Би-любовь обычно бывает обманчивой («Малхолланд Драйв»), чрезмерно сексуальной («Секс монстр»), неверной («Высокое искусство») и непостоянной («Три сердца»), и в ней даже может быть серийный убийца, как Шэрон Стоун в «Основном инстинкте». Другими словами, бисексуал всегда является причиной конфликта в фильме.
Используя контент-анализ более 170 статей, написанных в период между 2001 и 2006 годами, социолог Ричард Питт-младший пришёл к выводу, что СМИ патологизировали поведение чернокожих би-мужчин, игнорируя или сочувствуя аналогичным действиям белых бисексуалов. Он утверждал, что чёрный би-мужчина часто описывается как двуличный гетеро-мужчина, распространяющий ВИЧ. В качестве альтернативы, белый би-мужчина часто описывается как виктимный гей, вынужденный находится в шкафу и притворяться бисексуалом.

### Фильмы

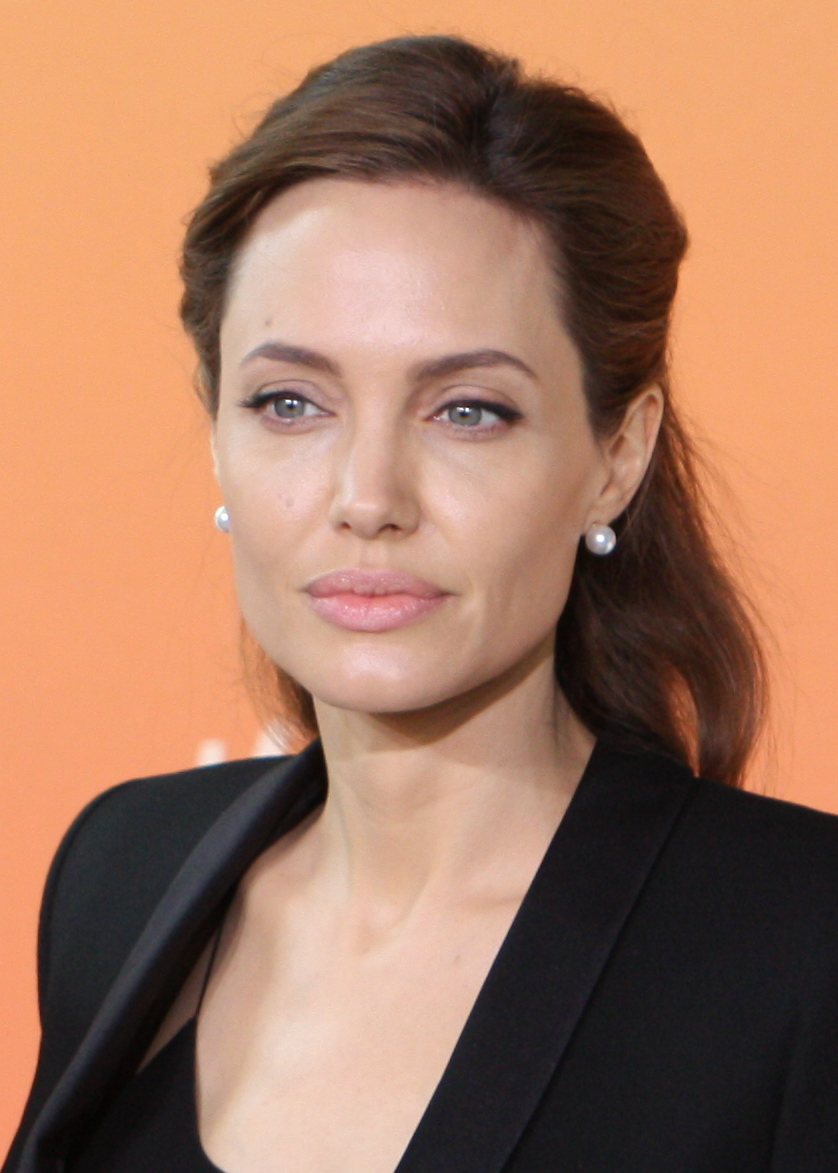
Анджелина Джоли — открытая бисексуальная американская актриса

Первое задокументированное появление бисексуальных персонажей (женщин и мужчин) в американском фильме произошло в 1914 году в фильме «Очарование Флориды» Сидни Дрю. Однако, в соответствии с цензурой, требуемой Кодексом Хейса, слово бисексуал не могло быть упомянуто, и в американских фильмах с 1934 по 1968 годы почти нет бисексуальных персонажей.
Довольно известные и разнообразные образы бисексуалов можно найти в таких фильмах как Чёрный лебедь (2010), Фрида (2002), Шоугёрлз (1995), Записки у изголовья (1996), Александр (2004), Шоу ужасов Рокки Хоррора (1975), Генри и Джун (1990), В погоне за Эми (1997), Velvet Goldmine (1998), Поцелуй Джессики Стейн (2001), Четвёртый мужчина (1993), Основной инстинкт (1992), Малхолланд Драйв (2001), Воскресенье, проклятое воскресенье (1971), Кое-что для каждого (1970), Правила секса (2002), Горбатая гора (2005) и Позови меня по имени (2017).

### Музыка
Рок-музыкант Дэвид Боуи, как известно, открылся как бисексуал в интервью Melody Maker в январе 1972 года, и этот шаг совпал с первыми выстрелами в его кампании за славу Зигги Стардаста. В сентябре 1976 года в интервью Playboy Боуи сказал: «Это правда, я бисексуал. Но я не могу отрицать, что я использовал этот факт очень хорошо. Я полагаю, это лучшее, что когда-либо случалось со мной.». В интервью 1983 года же он сказал о своём каминг-ауте, что это «самая большая ошибка, которую я когда-либо совершал», но в 2002 году он объяснил: «Я не думаю, что это было ошибкой в Европе, но в Америке это было намного сложнее. У меня не было проблем с людьми, знающими, что я бисексуал. Но у меня не было склонности держать какие-либо плакаты или быть представитель любой группы людей. Я знал, кем я хочу быть: автором песен и исполнителем […] Америка — это очень пуританское место, и я думаю, что это мешало многому, что я хотел сделать.».
Вокалист группы Queen Фредди Меркьюри также открыто рассказал о своей бисексуальности, хотя публично не обсуждал свои отношения.
В 1995 году Джилл Собуле спела о би-любопытстве в своей песне «I Kissed a Girl» с видео, в котором чередовались образы Собуле с парнем и с девушкой. Ещё одна песня с таким же названием, но на этот раз за исполнением Кэти Перри, также намекает на ту же тему. Некоторые активисты предполагают, что песня лишь усиливает стереотип о экспериментах бисексуалов и о том, что бисексуальность не является реальным сексуальным предпочтением. Леди Гага также заявила, что она бисексуальна и признала, что её песня «Poker Face» рассказывает о фантазиях о женщине будучи находясь с мужчиной.
Брайан Молко, солист Placebo, открыто бисексуален. Фронтмен Green Day Билли Джо Армстронг также назвал себя бисексуалом, сказав в интервью The Advocate в 1995 году: «Я думаю, что я всегда был бисексуалом. Я имею в виду, это то, что меня всегда интересовало. Я думаю, что люди рождаются бисексуалами, и просто наши родители и общество как бы отклоняют нас от чувства: „О, я не могу“. Они говорят, что это табу. В наших головах укоренилось, что это плохо, когда совсем не плохо. Это очень красиво.». В 2014 году Армстронг обсуждал такие песни, как «Coming Clean», заявляя: «Это была песня о том, чтобы задавать вопросы самому себе. Есть и другие чувства, которые вы можете испытывать по отношению к представителям своего пола и противоположного пола, особенно в Беркли и Сан-Франциско. Она разыгрывает то, что они чувствуют: геи, бисексуалы, трансгендерные люди, что угодно. И это открывает в обществе что-то, что становится более приемлемым. Теперь у нас признаются однополые браки… Я думаю, что это процесс открытия. Попробуй что-нибудь.».

### Сериалы
См. также Категория:Списки с вымышленными ЛГБТ-персонажами и Список мультсериалов с ЛГБТ-персонажами
В оригинальном сериале Netflix «Оранжевый — хит сезона» главная героиня, Пайпер Чепмен, которую играет актриса Тейлор Шиллинг, — бисексуальная женщина-заключённая, которая имеет отношения как с мужчинами, так и с женщинами. В первом сезоне, перед тем как сесть в тюрьму, Пайпер была помолвлена с женихом-мужчиной Ларри Блумом, которого играет актёр Джейсон Биггс. Затем, сев в тюрьму, она воссоединяется со своей бывшей любовницей (и сокамерницей) Алекс Вауз, которую играет Лора Препон. Ещё один бисексуальный персонаж в сериале — это заключённая по имени Лорна Морелло, которую играет актриса Яэль Стоун. У неё близкие отношения с сокамерницей Никки Николс, которую играет Наташа Лайонн, и в то же время она жаждет своего мужчину-«жениха», Кристофера МакЛарена, которого играет Стивен О’Рейли.
В сериале FOX «Доктор Хаус» изображена бисексуальная Д-р Реми «Тринадцатая» Хэдли, которую играет Оливия Уайлд с четвёртого сезона. Ранее эта же сеть транслировала телесериал «Одинокие сердца», в котором какое-то время присутствовала бисексуалка Алекс Келли (которую также играет Оливия Уайлд) в качестве любовного интереса Мариссы Купер. В драме HBO «Тюрьма Оз», Крис Келлер был бисексуальным серийным убийцей, который пытал и насиловал и мужчин, и женщин. Другие фильмы, в которых бисексуальные персонажи скрывают убийственные неврозы, включают в себя «Черную вдову», «Синий Бархат», «Разыскивающий», «Одинокая Белая Женщина», и «Прерванная жизнь».
Начиная с сезона 2009 года, сериал MTV «Реальный мир» включал двух бисексуальных персонажей, Эмили Шромм и Майка Мэннинга.
В сверхъестественной криминальной драме «Зов крови» от Showcase о существах, называемых фейри, которые живут тайно среди людей, есть бисексуальная героиня Бо, которую играют Анна Сильвети. В сюжетной линии она участвует в любовном треугольнике между Дайсоном, оборотнем в форме волка (которого играет Крис Холден-Рид), и Лорен Льюис, человеком-врачом (которую играет Зои Палмер), будучи в рабстве у лидера клан фэйри.
В научно-фантастическом шоу Би-би-си «Торчвуд» некоторые из главных героев имеют подвижную сексуальность. Наиболее выдающимся среди них является капитан Джек Харкнесс, пансексуал, который является главным персонажем сериала. В рамках логики шоу, где персонажи могут также взаимодействовать с инопланетными видами, создатели иногда называют его омнисексуалом. Бывший Джека, капитан Джон Харт, также бисексуален. Из бывших женщин Джека были указаны, по крайней мере, одна его бывшая жена и, по крайней мере, одна женщина, от которой у него был ребёнок. Некоторые критики делают вывод, что в сериале Джек чаще изображается с мужчинами, чем с женщинами. Создатель Рассел Т Дэвис говорит, что одной из ловушек написания бисексуального персонажа является то, что вы «попадаете в ловушку заставляя его спать только с мужчинами». Он описывает четвертую серию как «Вы увидите весь спектр его аппетитов в действительно правильно сделанном виде». Забота о бисексуальности была расценена критиками как дополнение к другим аспектам тем шоу. Джек питает романтические чувства и к гетеросексуальной девушке Гвен Купер. Во втором эпизоде под влиянием инопланетного феромона, Гвен целует женщину. В первом эпизоде гетеросексуал Оуэн Харпер целует мужчину, чтобы избежать драки, когда тот собирается захватить его девушку. Тихая Тошико Сато влюблена в Оуэна, но у неё также были краткие романтические отношения с женщиной-инопланетянкой и мужчиной-человеком.

### Веб-сериалы
В октябре 2009 года на YouTube был выпущен веб-сериал «Роза под любым другим именем». Созданный би-активистом Кайлом Шикнером, сюжет разворачивается вокруг самоидентифицированной лесбиянки, которая влюбляется в гетеро-мужчину и обнаруживает, что фактически она бисексуальна.

## Среди животных
Многие виды животных демонстрируют бисексуальное поведение. Примеры млекопитающих, которые проявляют такое поведение, включают бонобо (ранее известного как карликовый шимпанзе), косаток и афалинов. Примеры птиц включают в себя некоторые виды чаек и пингвинов Гумбольдта. Другие примеры бисексуального поведения встречаются среди рыб и плоских червей.
Многие виды животных участвуют в актах формирования сексуальных и не-сексуальных связей между представителями одного пола; даже когда им предоставляется возможность размножаться с представителями противоположного пола, они выбирают свой пол для спаривания. Некоторые из этих видов — газели, антилопы, бизоны и шалфейные тетерева.
В некоторых случаях животные предпочитают заниматься сексуальной деятельностью с разными полами в разное время своей жизни, а иногда вступают в сексуальную деятельность с разными полами наугад. Однополые сексуальные действия также могут быть сезонными у некоторых животных, таких как моржи-самцы, которые часто вступают в однополые сексуальные отношения друг с другом вне сезона размножения и возвращаются к гетеросексуальной сексуальной активности в период размножения.

### Общее
- Зигмунд Фрейд. Три вклада в теорию секса. ISBN 0-486-41603-8

### Древняя Греция и Рим
- Ева Кантарелла. Бисексуальность в древнем мире, Издательство Йельского университета, Нью-Хейвен, 1992, 2002. ISBN 978-0-300-09302-5
- Кеннет Дж. Довер. Греческая гомосексуальность, Нью-Йорк; Vintage Books, 1978. ISBN 0-394-74224-9
- Томас К. Хаббард. Гомосексуальность в Греции и Риме, U. of California Press, 2003. ISBN 0-520-23430-8
- Харальд Патцер. Die Griechische Knabenliebe [греческая педерастия], Висбаден: Франц Штайнер Верлаг, 1982. В: Sitzungsberichte der Wissenschaftlichen Gesellschaft an der Johann Wolfgang Goethe-Universität Frankfurt am Main, Vol. 19 № 1.
- В. А. Перси III. Педерастия и педагогика в архаической Греции, Университет Иллинойс Пресс, 1996. ISBN 0-252-02209-2

### США
- Стивен О. Мюррей и Уилл Роско и соавт. Исламская гомосексуальность: культура, история и литература, Нью-Йорк: издательство New York University Press, 1997. ISBN 0-8147-7468-7
- Дж. Райт и Эверетт Роусон. Гомоэротизм в классической арабской литературе. 1998. ISBN 0-231-10507-X (pbbk) / ISBN 0-231-10506-1 (hdbk).
- Гэри Лейпп. Цвета мужчин: построение гомосексуальности в Токугаве, Япония, Беркли, Университет Калифорнии Пресс, 1995. ISBN 0-520-20900-1

### Современное западное
- Бисексуальность: теории, исследования и рекомендации для невидимой сексуальности Д. Джой Суон и Шани Хабиби, редакция ISBN 9783319715346
- Двойной аттракции: Понимание Бисексуальность по Мартин С. Вайнберга, Колин Дж Уильямс, и Дуглас У. Прайор, ISBN 0195098412
- Любое Другое Би Имя: Высказывания бисексуальных людей по Лорейн Хатчинс, редактор и Лани Каахуману, редактор ISBN 1-55583-174-5
- Голоса бисексуалов Вокруг света по Робин Окса, редактор и Сара Роули, редактор ISBN 0-9653881-4-X
- Бисексуальный вариант Фриц Кляйн, MD ISBN 1-56023-033-9
- Би Мужчина: Выход врассыпную по Рон Сереша и Пит Чвани, редактора ISBN 978-1-56023-615-3
- Би Америка: мифы, истины и борьба невидимого сообщества. Уильям Э. Берлесон ISBN 978-1-56023-478-4
- Бисексуальность в Соединённых Штатах: Чтения социальной науки по Паула С. Родригес Руст, редактор ISBN 0-231-10226-7
- Бисексуальность: психология и политика невидимого меньшинства, автор Бет Э. Фирестейн, редактор ISBN 0-8039-7274-1
- Современные исследования в области бисексуальности по Рональд С. Фокс PhD, редактор ISBN 978-1-56023-289-6

### Другое чтение
- Брайант, Уэйн М. Бисексуальные персонажи в фильме: от Анаис до Зи. Haworth Gay & Lesbian Studies, 1997. ISBN 1-56023-894-1